# Yonatan Rodríguez
Yonatan Rodríguez, vollständiger Name Yonatan Alexis Rodríguez Benítez, (* 1. Juli 1993 in Uruguay) ist ein uruguayischer Fußballspieler.

## Karriere
Der 1,75 Meter große Mittelfeldakteur Rodríguez steht mindestens seit der Apertura 2013 im Kader des Club Sportivo Cerrito. In der Saison 2013/14 absolvierte er bei den Montevideanern zehn Spiele in der Segunda División. Ein Tor schoss er nicht. Während der Folgespielzeit 2014/15 kam er – erneut persönlich torlos – 14-mal in der zweithöchsten uruguayischen Spielklasse zum Einsatz. Sein Verein stieg am Saisonende ab. Nachdem die Mannschaft seit der Saison 2016 wieder auf zweitklassiger Profiebene antrat, lief er in jener Spielzeit in elf Ligapartien auf und erzielte zwei Treffer.